# Diocesi di Paria di Proconsolare
La diocesi di Paria di Proconsolare (in latino Dioecesis Pariensis in Proconsulari) è una sede soppressa e sede titolare della Chiesa cattolica.

## Storia
Paria di Proconsolare, nell'odierna Tunisia, è un'antica sede episcopale della provincia romana dell'Africa Proconsolare, suffraganea dell'arcidiocesi di Cartagine.
Unico vescovo conosciuto di questa diocesi africana è Felice, che prese parte al concilio antimonotelita di Cartagine del 646.
Dal 1989 Paria di Proconsolare è annoverata tra le sedi vescovili titolari della Chiesa cattolica; dal 3 dicembre 2013 il vescovo titolare è Joselito Carreño Quiñonez, M.X.Y., vicario apostolico di Inírida.

## Cronotassi

### Vescovi
- Felice † (menzionato nel 646)

### Vescovi titolari
- Edward Peter Cullen † (8 febbraio 1994 - 16 dicembre 1997 nominato vescovo di Allentown)
- Jean-Paul Randriamanana † (3 giugno 1999 - 9 novembre 2011 deceduto)
- Joselito Carreño Quiñonez, M.X.Y., dal 3 dicembre 2013